# Capnioneura brachyptera
Capnioneura brachyptera är en bäcksländeart som beskrevs av Raymond Justin Marie Despax 1932. Capnioneura brachyptera ingår i släktet Capnioneura och familjen småbäcksländor. Inga underarter finns listade i Catalogue of Life.